# Towuudordżijn Gansüch
Towuudordżijn Gansüch – mongolski zapaśnik w stylu wolnym. Srebrny medal w mistrzostwach Azji w 1995.